# Bondstorp
Bondstorp – miejscowość (tätort) w Szwecji, w regionie administracyjnym (län) Jönköping, w gminie Vaggeryd.
Według danych Szwedzkiego Urzędu Statystycznego liczba ludności wyniosła: 218 (31 grudnia 2015), 219 (31 grudnia 2018) i 229 (31 grudnia 2019).